# Pteropus mariannus
Pteropus mariannus är en däggdjursart som beskrevs av Anselme Gaëtan Desmarest 1822. Pteropus mariannus ingår i släktet Pteropus och familjen flyghundar. IUCN kategoriserar arten globalt som starkt hotad.
Det svenska trivialnamnet Marianerflyghund förekommer för arten.
Inga underarter finns listade i Catalogue of Life. Wilson & Reeder (2005) skiljer mellan tre underarter.
Denna flyghund förekommer på ögruppen Marianerna i Stilla havet. Habitatet utgörs av fuktiga skogar och mangrove. Individerna vilar i bergssprickor och vid överhängande klippor. Honor kan para sig hela året.